# جرد الملك
جرد الملك (باللاتينية: Meriones rex) نوع من القوارض من عائلة الفأريات. يتواجد بالسعودية و اليمن.